# جزایر قمر
جزایر قمر (به لاتین: Comoro Islands) یک مجمع‌الجزایر در مجمع‌الجزایر قمر است که در اقیانوس هند واقع شده‌است.

## خصوصیات
جزایر قمر ۹۸۴٬۵۰۰ نفر جمعیت دارد و ۲٬۳۶۱ متر بالاتر از سطح دریا واقع شده‌است.